# Maximilian Anton Putz von Rolsberg

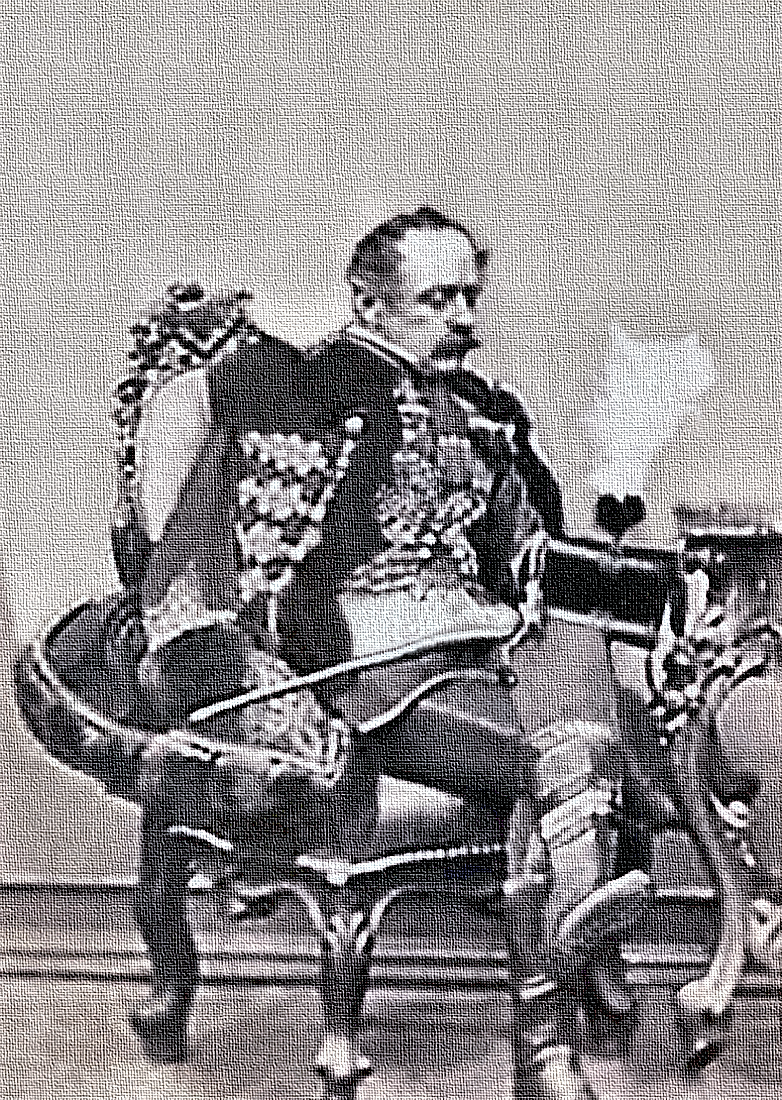
Maximilian Anton Putz von Rolsberg

Maximilian Anton Freiherr Putz von Rolsberg (* 30. März 1804 in Fürhofen, Mähren; † 21. April 1872 in Wien, beerdigt im Mausoleum Rolsberg) auf Schloss Leitersdorf war ein k. k. Kämmerer, österreichischer Wirtschaftswissenschaftler, erzbischöflicher Rat, Kommentator der päpstlichen gregorianischen Verordnungen und Mitglied des Mährischen Landtags sowie Mitglied des Abgeordnetenhauses des österreichischen Reichsrats (1871–1872).

## Biographie

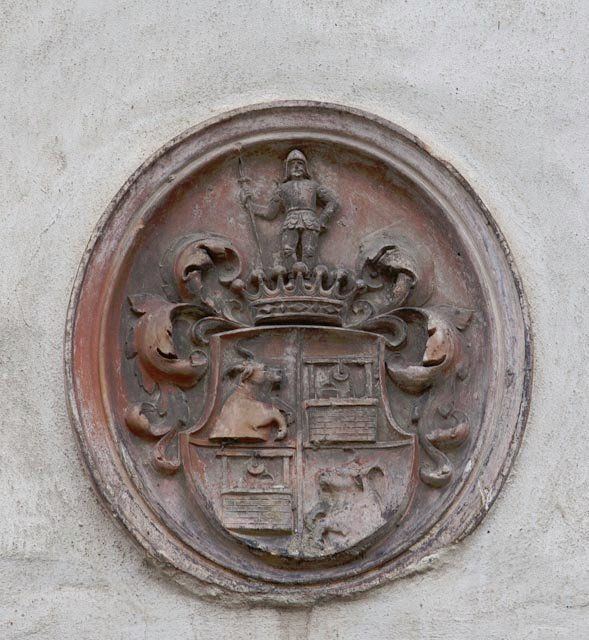
Wappen der Rolsberg am Alten Schloss

Maximilian hatte es, bedingt durch den frühen Tod seines Vaters Philipp nicht leicht, doch fanden er und seine Mutter Unterstützung durch seinen Onkel, Anton (1771–1843), Dom- und Kapitularherr von Olmütz sowie infulierter Rektor bei St. Anna, auch infulierter Abt bei Unserer Lieben Frau zu Poroszló in Ungarn.  Letzterer ermöglichte ihm auch eine standesgemäße Schulbildung und das Studium. Sein Onkel Josef (1777–1841), da ledig und kinderlos, vererbte ihm schließlich im Jahr 1840 die Herrschaft Leitersdorf mit Schloss und Oelhütten, auch wurde in diesem Jahr das ungarische Indigenat für Maximilian Anton bestätigt.
Nach den wirtschaftswissenschaftlichen und juristischen Studien in Wien engagierte sich Rolsberg in vielen Gesellschaften und Verbänden, insbesondere im Landwirtschaftsbereich. So hatte er unter anderem maßgeblichen Anteil an der Gründung der Bauernkooperative zur Produktion von Zuckerrüben sowie den Bau der Zuckerraffinerie in Wawrowitz (Vávrovice), deren Vorsitzender er jeweils war (1869), desgleichen hatte er einen wichtigen Beitrag bei der Errichtung der bäuerlichen Aktiengesellschaft geleistet. Er war auch Mitglied des Ausschusses der österreichisch-ungarischen Landwirtschaftsgesellschaft.
Beruflich übte Rolsberg seit 1835 das Amt eines wirklichen Präsidial-Hofkonzipisten der königlich ungarischen Hofkanzlei aus, war zugleich Präsidialhofkonzipist und Beisitzer mehrerer Komitatsgerichtstafeln. Er wurde 1847 auch zum Honorarhofsekretär ernannt. Außerdem war er erzbischöflicher Rat und Kommentator der päpstlichen gregorianischen Verordnungen. Er wurde vom Papst mit dem Komturkreuz des Gregoriusordens dekoriert.
Der Freiherr wurde im Jahr 1861 für den Großgrundbesitz auch zum Mitglied des Mährischen Landtags gewählt. Während der ersten Versammlung des Landtags am 18. Februar 1867 wurde er in den Petitionsausschuss berufen. Letztmals wurde er am 20. Oktober 1871 als Reichsratsabgeordneter des Mährischen Landtags delegiert.
Wie das „Neue Fremden-Blatt“ in Maximilians Todesnachricht berichtete, war er an den Blattern gestorben. Weiters lobte die Zeitung seine Mildtätigkeit und vermutete, die hiesigen Wohltätigkeitsinstitute und die Kommune hätten einen unersetzlichen Verlust erlitten.

## Familie

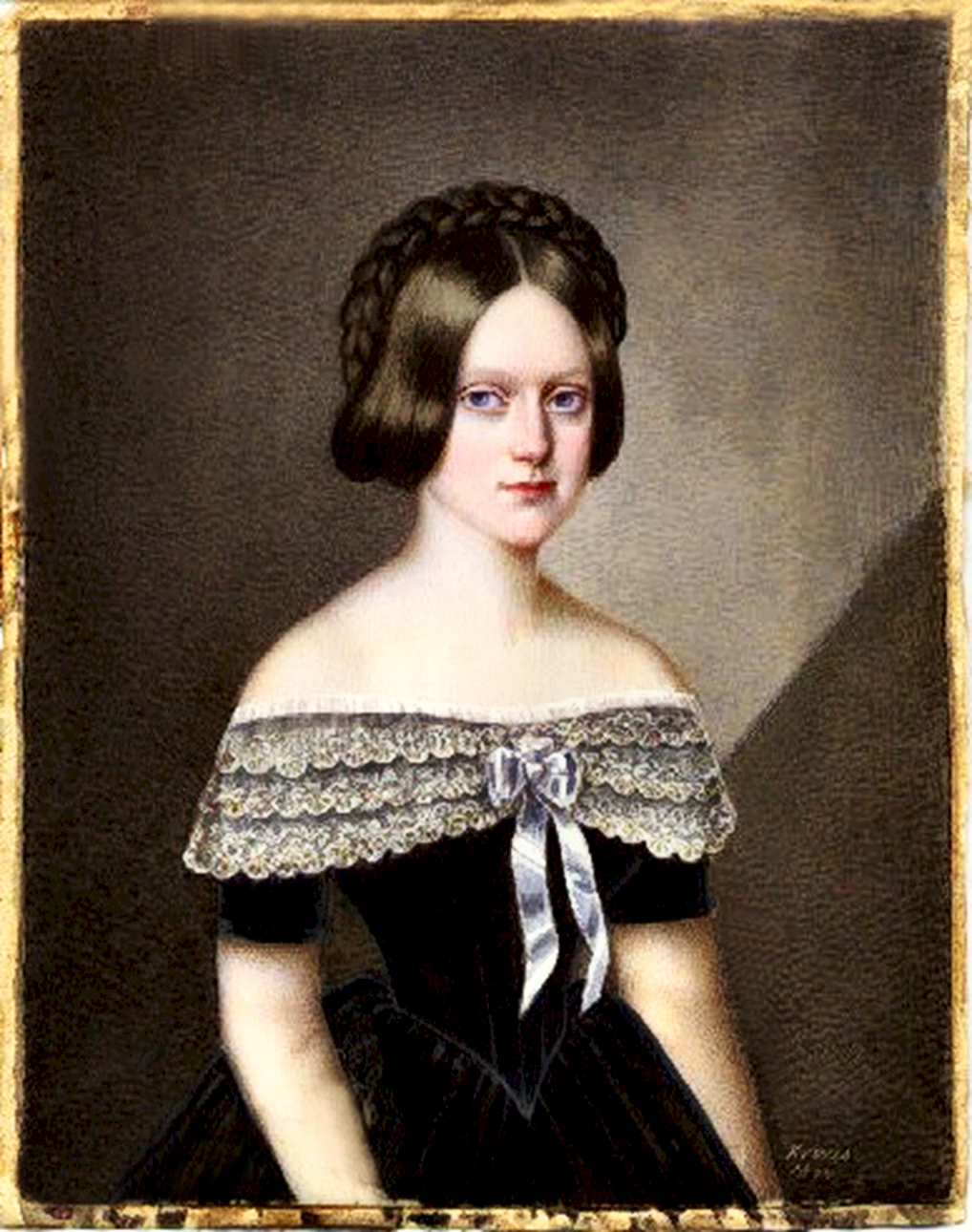
Antonia Kornides Edle von Krempach

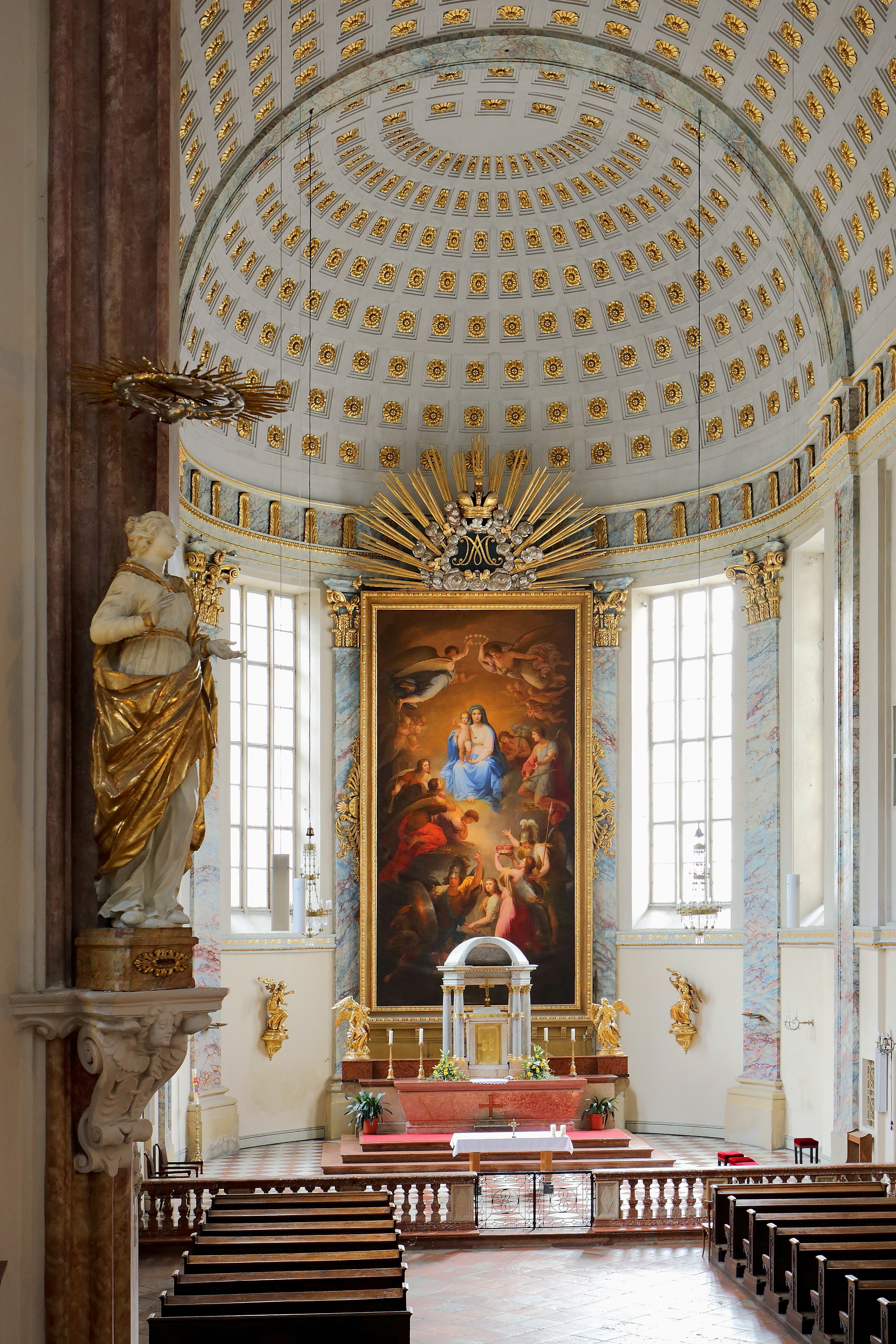
Hofkirche zu Wien

Der Sohn des Philipp Freiherrn Putz von Rolsberg (1785–1809) und der Josefa Paulina Vincenzia von Magino (1778–1842) heiratete am 9. Juli 1844 in der Hofkirche zu Wien Antonia Edle Cornides von Krempach (* 11. August 1827 in Wien; † 2. Februar 1870 in Troppau), Tochter des Karl Edlen Cornides von Krempach, Inhaber der Mannersdorfer Leonischen Gold- u. Silberfabrik, später Leonischen Cornides & Kühmeier AG, der Fabriken in Weißenbach, Landsthal, St. Veit, die nach einem tragischen Schlittenunfall mit ihrer Tochter Caroline ums Leben kam.
Das Ehepaar hatte fünf Kinder. Neben zwei Töchtern – der mit ihrer Mutter verunglückten Karoline (* 18. Dezember 1848; † 3. Februar 1870) und Katharina Wilhelmine Antoinette (* 29. August 1857; † 9. Mai 1938), vermählt am 16. Oktober 1878 mit Robert Freiherrn von Pillersdorf (* 25. Februar 1854; † 24. Oktober 1905) – drei Söhne: Maximilian (* 29. März 1845; † 27. März 1865), Leutnant im Dragonerregiment Nr. 1, Anton Karl (* 5. März 1847; † 7. März 1894), k. k. Kämmerer, vermählt am 26. November 1892 mit Anna Gräfin von Bellegarde (* 6. Februar 1845; † 3. Februar 1929) und Karl Borromäus Ferdinand (1852–1921), Reichsratsabgeordneter, verheiratet mit Susanne Friederike Berta (1848–1906), Tochter des Feldzeugmeisters Wilhelm Freiherrn Lenk von Wolfsberg (1809–1894) und der Eveline (Eva) Aloisia Schreher (1810–1871).